# Hilary Caldwell
Hilary Caldwell (London, 13 marzo 1991) è un'ex nuotatrice canadese.

## Carriera
Specializzata nel dorso, ha conquistato la medaglia di bronzo sulla distanza dei 200m ai Giochi Olimpici di Rio de Janeiro 2016.

## Palmarès
- Giochi olimpici

Rio de Janeiro 2016: bronzo nei 200m dorso.
- Mondiali

Barcellona 2013: bronzo nei 200m dorso.
- Mondiali in vasca corta

Windsor 2016: argento nella 4x100m misti.
- Giochi del Commonwealth

Glasgow 2014: bronzo nei 200m dorso.
- Giochi Panamericani

Toronto 2015: oro nei 200m dorso.
- Universiadi

Shenzen 2011: argento nei 200m dorso.